# Krządka (meteoryt)
Krządka (Krzadka) – meteoryt żelazny znaleziony w lipcu 1929 roku niedaleko wsi Krzątka w Polsce. Meteoryt nie zachował się do naszych czasów.
Meteoryt został znaleziony przypadkiem podczas ćwiczeń wojskowych niedaleko wsi Krzątka w lipcu 1929 roku. Józef Gołąb, asystent katedry geologii Uniwersytetu Poznańskiego, zauważył wśród zebranych przez żołnierzy polnych kamieni, które miały służyć do ćwiczeń rzutu granatem, kawałek skamieniałego drewna. Zachęcony tym znaleziskiem, wykonał kilka odkrywek w pobliskiej żwirowni. Znalazł tam kamień o stożkowym kształcie z obtopioną ciemną skorupą i podstawą o chropowatej powierzchni. Przypuszcza się, że meteoryt Krządka spadł prawdopodobnie podczas najstarszego zlodowacenia, które dotarło na ziemiach polskich aż do linii Karpat. Meteoryt trafił do Poznania. Został sklasifikowany jako oktaedryt gruboziarnisty, ale wyniki badań nie zostały w tamtym czasie nigdzie opublikowane. W czasie wojny budynek Zakładu Geologii i Paleontologii Uniwersytetu Poznańskiego, w którym przechowywano meteoryt, został zniszczony podczas nalotów przez angielskie lotnictwo. Część kolekcji meteorytów Niemcy wydobyli z gruzów, ale meteoryt Krządka zaginął.